# Heinrich Wenseler
Heinrich Wenseler (Johann Heinrich Wenseler; * 26. März 1891 in Worms; † 13. September 1943 in Goddelau) war ein deutscher Sprinter.
Bei den Olympischen Spielen 1912 in Stockholm schied er über 200 und 400 Meter im Vorlauf aus.

## Persönliche Bestzeiten
- 200 m: 23,0 s, 1910
- 400 m: 51,1 s, 1912